# Épinac
Épinac és un municipi francès, situat al departament de Saona i Loira i a la regió de Borgonya - Franc Comtat. L'any 2007 tenia 2.398 habitants.

## Demografia

### Població
El 2007 la població de fet d'Épinac era de 2.398 persones. Hi havia 1.057 famílies, de les quals 394 eren unipersonals (145 homes vivint sols i 249 dones vivint soles), 318 parelles sense fills, 245 parelles amb fills i 100 famílies monoparentals amb fills.
La població ha evolucionat segons el següent gràfic:
Habitants censats

### Habitatges
El 2007 hi havia 1.421 habitatges, 1.087 eren l'habitatge principal de la família, 155 eren segones residències i 180 estaven desocupats. 1.116 eren cases i 295 eren apartaments. Dels 1.087 habitatges principals, 749 estaven ocupats pels seus propietaris, 304 estaven llogats i ocupats pels llogaters i 34 estaven cedits a títol gratuït; 15 tenien una cambra, 109 en tenien dues, 240 en tenien tres, 349 en tenien quatre i 374 en tenien cinc o més. 674 habitatges disposaven pel capbaix d'una plaça de pàrquing. A 563 habitatges hi havia un automòbil i a 309 n'hi havia dos o més.

### Piràmide de població
La piràmide de població per edats i sexe el 2009 era:
| Homes | Edats   | Dones |
| ----- | ------- | ----- |
| 0     | 95 o +  | 20    |
| 4     | 90 a 94 | 48    |
| 24    | 85 a 89 | 36    |
| 16    | 80 a 84 | 48    |
| 48    | 75 a 79 | 64    |
| 88    | 70 a 74 | 92    |
| 72    | 65 a 69 | 108   |
| 64    | 60 a 64 | 68    |
| 60    | 55 a 59 | 36    |
| 76    | 50 a 54 | 72    |
| 100   | 45 a 49 | 96    |
| 100   | 40 a 44 | 88    |
| 56    | 35 a 39 | 92    |
| 68    | 30 a 34 | 56    |
| 88    | 25 a 29 | 76    |
| 64    | 20 a 24 | 68    |
| 96    | 15 a 19 | 96    |
| 36    | 10 a 14 | 60    |
| 64    | 5 a 9   | 64    |
| 56    | 0 a 4   | 40    |

## Economia
El 2007 la població en edat de treballar era de 1.382 persones, 953 eren actives i 429 eren inactives. De les 953 persones actives 810 estaven ocupades (443 homes i 367 dones) i 144 estaven aturades (67 homes i 77 dones). De les 429 persones inactives 144 estaven jubilades, 100 estaven estudiant i 185 estaven classificades com a «altres inactius».

### Ingressos
El 2009 a Épinac hi havia 1.095 unitats fiscals que integraven 2.371 persones, la mediana anual d'ingressos fiscals per persona era de 15.213 €.

### Activitats econòmiques
Dels 97 establiments que hi havia el 2007, 2 eren d'empreses extractives, 3 d'empreses alimentàries, 7 d'empreses de fabricació d'altres productes industrials, 20 d'empreses de construcció, 19 d'empreses de comerç i reparació d'automòbils, 7 d'empreses de transport, 5 d'empreses d'hostatgeria i restauració, 1 d'una empresa d'informació i comunicació, 4 d'empreses financeres, 1 d'una empresa immobiliària, 6 d'empreses de serveis, 14 d'entitats de l'administració pública i 8 d'empreses classificades com a «altres activitats de serveis».
Dels 33 establiments de servei als particulars que hi havia el 2009, 1 era una oficina d'administració d'Hisenda pública, 1 gendarmeria, 1 oficina de correu, 2 oficines bancàries, 1 funerària, 2 tallers de reparació d'automòbils i de material agrícola, 3 paletes, 4 guixaires pintors, 2 fusteries, 3 lampisteries, 3 electricistes, 4 perruqueries, 2 veterinaris, 3 restaurants i 1 agència immobiliària.
Dels 9 establiments comercials que hi havia el 2009, 1 era un hipermercat, 1 una gran superfície de material de bricolatge, 2 fleques, 1 una peixateria, 1 una sabateria, 1 una botiga de mobles i 2 floristeries.
L'any 2000 a Épinac hi havia 16 explotacions agrícoles que ocupaven un total de 1.130 hectàrees.

## Equipaments sanitaris i escolars
Els 2 equipaments sanitaris que hi havia el 2009 eren farmàcies.
El 2009 hi havia 2 escoles maternals i 1 escola elemental. Épinac disposava d'un col·legi d'educació secundària amb 173 alumnes.

## Poblacions més properes
El següent diagrama mostra les poblacions més properes.